# همراه شو (ترانه تیتیو)
«همراه شو» (به انگلیسی: Come Along) ترانه‌ای از تیتیو خواننده/ترانه‌سرای اهل سوئد است. «همراه شو» تک‌آهنگ اصلی چهارمین آلبوم استودیویی تیتیو با همین نام بود که در سال ۲۰۰۱ منتشر شد.
همراهی ریتم گیرای ترانه با صدای توانگی گیتار یک حس آسودگی به شنونده می‌دهد و ترکیب این‌ها با یک شعر زندگی‌بخش، آن حس و حال را تقویت می‌کند. «همراه شو» در سال ۲۰۰۱ جایزهٔ «بهترین ترانهٔ سال» از جوایز سالانهٔ راک‌بیورنن را دریافت کرد. یک سال بعد تیتیو برای این ترانه در دو رشتهٔ «بهترین خوانندهٔ زن پاپ/راک سال» و «بهترین ترانهٔ سال» نامزد دریافت جایزهٔ گرَمی کشور سوئد شد که جایزهٔ دوم را از آن خود کرد.

## فهرست قطعه‌های تک‌آهنگ
1. «همراه شو» (نسخهٔ آلبوم) - ۳:۴۲
2. «همراه شو» (ریمیکس ۲۰۰۱ مارتین لندکویست) - ۵:۲۲
3. «همراه شو» (ریمیکس چرنو یاه) - ۴:۲۴
4. «همراه شو» (ریمیکس اکتیو دنس) - ۳:۴۹
5. «همراه شو» (نسخهٔ دمو) - ۳:۱۶[۶]

## موقعیت در جدول‌های فروش
| چارت موسیقی (۲۰۰۱)                     | بالاترین جایگاه |
| -------------------------------------- | --------------- |
| جدول موسیقی سوئیس                      | ۲۲              |
| فهرست برترین‌های سوئد                   | ۳               |
| جدول کنترل رسانه آلمان                 | ۱۱              |
| ۱۰۰ تک‌آهنگ برتر هلند                   | ۲۰              |
| اولتراتاپ بلژیک (فلاندرز)              | ۱۷              |
| اولتراتاپ بلژیک (والونیا)              | ۳۵              |
| وی‌جی-لیستای نروژ                       | ۶               |
| جدول‌های ای‌آرآی‌ای استرالیا              | ۹               |
| انجمن صنعت ضبط نیوزیلند                | ۴۴              |
| جدول فدراسیون صنعت موسیقی ایتالیا      | ۴۸              |
| جدول او۳ تاپ ۴۰ اتریش                  | ۹               |
| هیت‌لیسن دانمارک                        | ۷               |
| سازنده‌های موسیقی اسپانیا               | ۱۴              |
| جدول ایرپلی لهستان                     | ۱               |
| سندیکای ملی انتشارات صوتی‌تصویری فرانسه | ۱۳              |
| جدول‌های رسمی فنلاند                    | ۳               |